# Inkofen (Rottenburg an der Laaber)

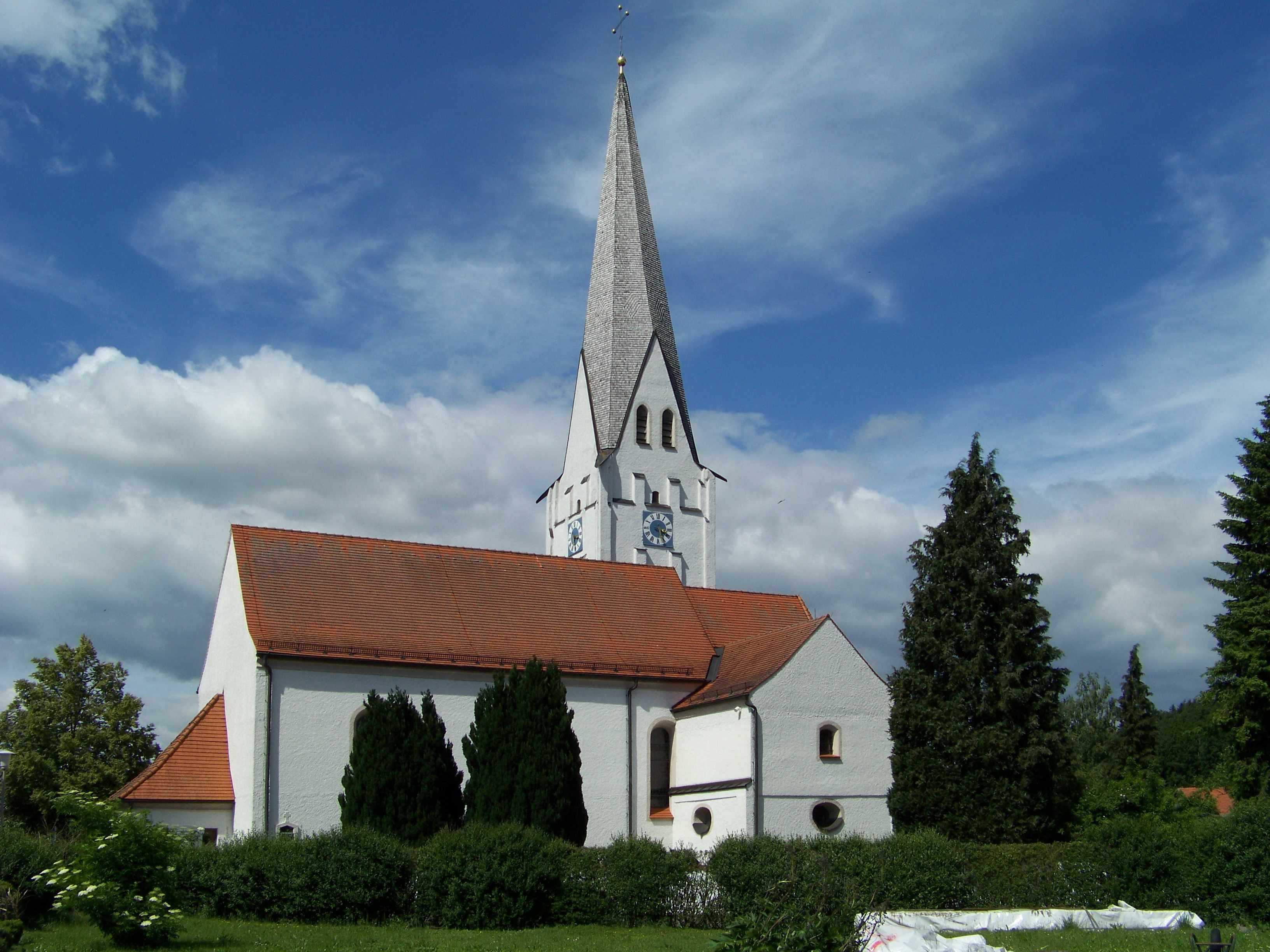
Die Pfarrkirche Mariä Reinigung

Inkofen ist ein Gemeindeteil der Stadt Rottenburg an der Laaber im niederbayerischen Landkreis Landshut. Bis 1978 bildete es eine selbstständige Gemeinde.

## Lage
Das Pfarrdorf Inkofen liegt in der Hallertau an der Kleinen Laber etwa fünf Kilometer östlich von Rottenburg.

## Geschichte
Inkofen ist ein alter Edelsitz. Die Pfarrei Inkofen wird bereits 1230 urkundlich bestätigt. Als im Dreißigjährigen Krieg 1632 Schweden in die Rottenburger Gegend einfielen, wurden auch das Schloss und der Pfarrhof niedergebrannt. Am 1. März 1660 gelangte die Hofmark Inkofen laut Testament des Matthäus Bittlmayr an das Kloster Mallersdorf und wurde 1803 säkularisiert.
Die Gemeinde Inkofen wurde durch das bayerische Gemeindeedikt 1818 gegründet. Die Gemeinde umfasste neben Inkofen die Orte Allgramsdorf, Rahstorf und Stein. Die zum Gericht, Bezirk und schließlich zum Landkreis Rottenburg an der Laaber gehörende Gemeinde wurde am 1. Mai 1978 in die Stadt Rottenburg an der Laaber eingemeindet.

## Baudenkmäler
- Pfarrkirche Mariä Reinigung. Der spätgotische Bau aus der zweiten Hälfte des 15. Jahrhunderts wurde im 17. Jahrhundert barockisiert. Der Hochaltar von 1684 besitzt reiches Akanthuswerk, der Chorstuck ist aus dem Jahr 1680. Die Engel an den beiden Rokoko-Seitenaltären von 1766 stammen von Christian Jorhan dem Älteren.[3]

## Vereine
- Freiwillige Feuerwehr Inkofen
- Gartenbauverein Inkofen
- Katholische Landjugendbewegung Inkofen
- Krieger- und Soldatenverein Inkofen